# Heinz Stuy
Heinz Stuy (Wanne-Eickel, 6 de febrero de 1945) es un exfutbolista neerlandés que jugó como portero durante las décadas de 1960 y 1970. 
Apodado Heinz Kroket por su tendencia a soltar los balones y atraparlos en segunda instancia, Stuy fue el guardameta titular del Ajax que logró el tricampeonato de la Copa de Europa tras triunfar en 1971, 1972 y 1973. Además de conseguir mantener su portería en cero en aquellas tres finales, también tiene el récord de mayor tiempo individual sin ser batido en la Eredivisie con 1082 minutos. En 2004, el PSV pudo superar el logró de Stuy, pero con la participación de dos porteros: Gomes y Edwin Zoetebier lograron esa temporada 1159 minutos entre los dos.
Tras retirarse en el F. C. Amsterdam en 1978, trabajó como entrenador de arqueros para el S. C. Telstar entre 1988 y 1998.

## Clubes
| Club              | País         | Año       |
| ----------------- | ------------ | --------- |
| S. C. Telstar     | Países Bajos | 1963-1967 |
| Ajax de Ámsterdam | Países Bajos | 1967-1976 |
| F. C. Amsterdam   | Países Bajos | 1976-1978 |

## Palmarés

### Títulos nacionales (5)
| Título                   | Club              | País         | Año     |
| ------------------------ | ----------------- | ------------ | ------- |
| Copa de los Países Bajos | Ajax de Ámsterdam | Países Bajos | 1969-70 |
| Copa de los Países Bajos | Ajax de Ámsterdam | Países Bajos | 1970-71 |
| Copa de los Países Bajos | Ajax de Ámsterdam | Países Bajos | 1971-72 |
| Eredivisie               | Ajax de Ámsterdam | Países Bajos | 1971-72 |
| Eredivisie               | Ajax de Ámsterdam | Países Bajos | 1972-73 |

### Torneos internacionales (5)
| Título                | Club              | Sede      | Año     |
| --------------------- | ----------------- | --------- | ------- |
| Copa de Europa        | Ajax de Ámsterdam | Londres   | 1970-71 |
| Copa de Europa        | Ajax de Ámsterdam | Róterdam  | 1971-72 |
| Copa de Europa        | Ajax de Ámsterdam | Belgrado  | 1972-73 |
| Supercopa de Europa   | Ajax de Ámsterdam | Ámsterdam | 1972    |
| Copa Intercontinental | Ajax de Ámsterdam | Ámsterdam | 1972    |